# Mesamphiagrion occultum
Mesamphiagrion occultum – gatunek ważki z rodziny łątkowatych (Coenagrionidae). Występuje na terenie Ameryki Południowej.